# Benjamin Peirce

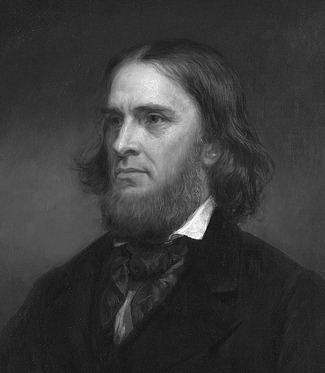
Portret van Benjamin Peirce (1857) door Daniel Huntington.

Benjamin Peirce (Salem (Massachusetts), 4 april 1809 – Cambridge (Massachusetts), 6 oktober 1880) was de eerste beroemde wiskundige die geboren en getogen was in de VS. Daarom wordt hij wel "de vader van de Amerikaanse wiskunde" genoemd.
Als eerste herkende hij de structuur van een wiskundige verzameling die nu bekendstaat als lineaire associatieve algebra. Ook als eerste leidde Peirce een aantal eigenschappen van deze algebra af en vond wat nu bekendstaat als de "Peirce-ontbinding" van een half-enkelvoudige associatieve algebra in een directe som van enkelvoudige algebra's.
Peirce was ook een voornamelijk theoretisch georiënteerde astronoom. Hij deed berekeningen aan de baan van de planeet Neptunus, die toen net ontdekt was (1846).
Peirce was de vader van Charles Sanders Peirce, een filosoof en wiskundige en van Herbert H. D. Peirce, een Amerikaans diplomaat.